# Guadalupe Álvarez Luchia
María Guadalupe Álvarez Luchia , plus connu en tant que Guadalupe Álvarez Luchia, est une chanteuse argentine née le 16 avril 1984 à Colegiales, un quartier de Buenos Aires en Argentine. 

## Discographie
- 2007: Mandarinas[2]

## Filmographie
- 2003: Costumbres argentinas: Guadalupe
- 2004: Fréquence 4: Malvina (saison 1, épisode 1)
- 2006: Al Límite (saison 1, épisode 3)